# Maria Agresta

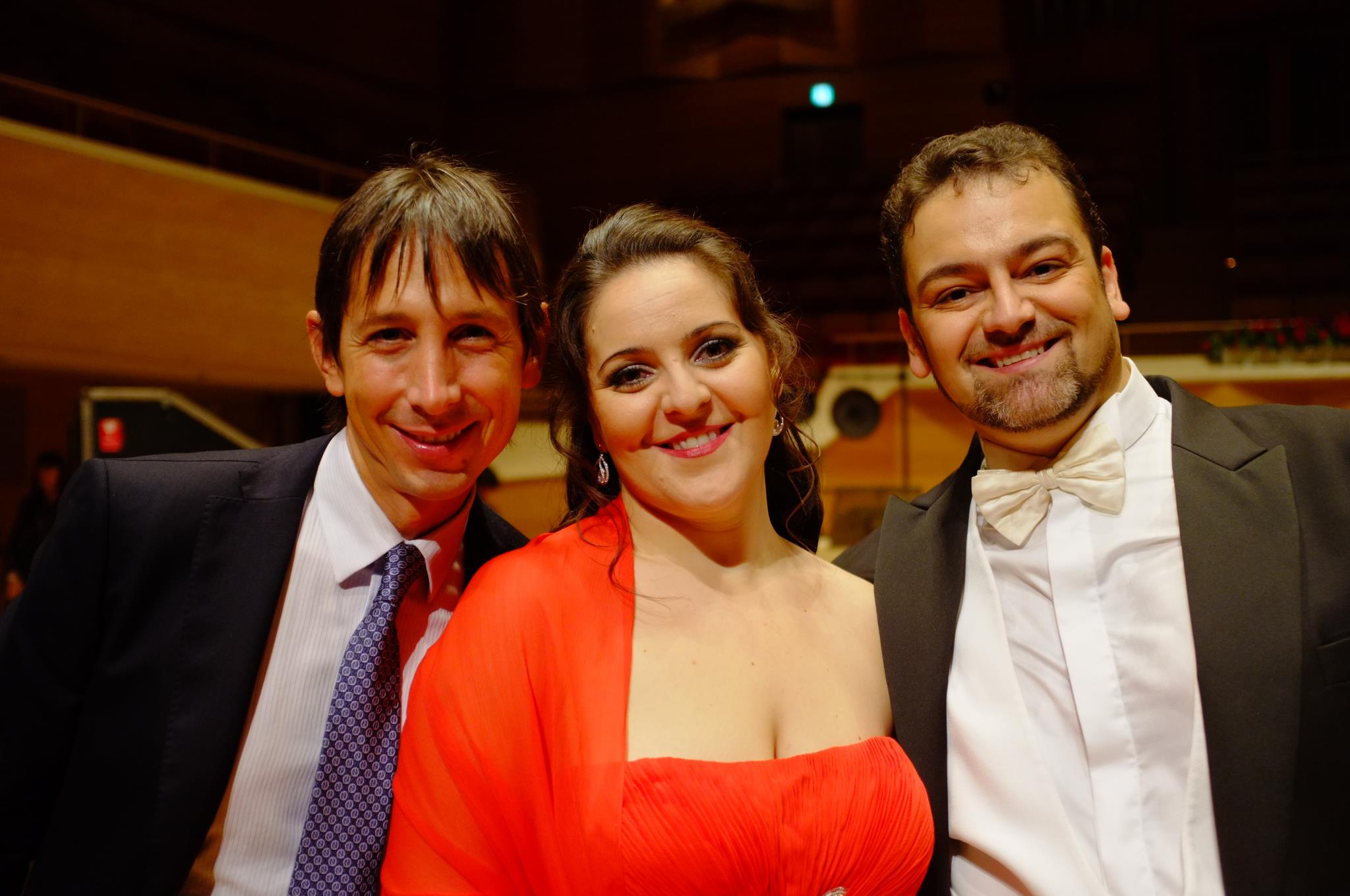
Maria Agresta mit dem Tenor Giorgio Berrugi und ihrem Manager Gianluca Macheda auf einem 2016 publizierten Bild

Maria Giovanna Agresta (* 16. Juli 1978 in Vallo della Lucania) ist eine italienische Opern- und Konzertsängerin in der Stimmlage Sopran.

## Biografie
Maria Agresta erlangte ihr Diplom am Conservatorio Giuseppe Martucci in Salerno mit Bestnoten und vervollständigte anschließend ihr Studium bei Raina Kabaivanska in Modena. 2006 gab sie in Spoleto ihre Debüts als Rosina im Barbier von Sevilla und als Selene in Didone abbandonata von Baldassare Galuppi. 2007 folgte das Debüt als Micaëla in Carmen in Messina und als Desdemona in Otello an verschiedenen Häusern. 
Weitere Rollen aus dem italienischen Fach folgten; vor allem ihr Debüt als Duchessa Elena in I vespri siciliani am Teatro Regio di Torino im Jahr 2011 brachte ihr weithin Anerkennung. Seither war sie  auch ein begehrter Gast an der Mailänder Scala und anderen bedeutenden  Opernhäusern wie dem Teatro dell’Opera di Roma, Teatro La Fenice di Venezia, der Bayerischen Staatsoper München, der Staatsoper Unter den Linden Berlin, der Semperoper Dresden, dem Royal Opera House London und dem Palau de les Arts Reina Sofía Valencia. 2015 trat sie erstmals bei den Salzburger Osterfestspielen als Bühnenpartnerin von Jonas Kaufmann in der Rolle der Nedda in Pagliacci auf. Ihr Debüt an der Metropolitan Opera New York gab sie im Januar 2016 in der Rolle der Mimi in La Bohème. Bei den Salzburger Festspielen gab sie im August 2016 als Marguerite in Charles Gounods Faust ein vielbeachtetes Rollendebüt im französischen Fach. 2017 folgten weitere Engagements an der Metropolitan Opera als Micaëla in Carmen im Januar und als Liù in Turandot im Oktober.
2014 wurde Maria Agresta mit dem XXXIII Premio della Critica Musicale Italiana ausgezeichnet. Hier die deutsche Übersetzung der Begründung:
„Diese lyrische Sopranstimme von größter Reinheit, mit vorzüglichem Timbre und edlen Klangfarben, hat sich maßgeblich in die große italienische Tradition eingereiht, in ein Repertoire, das verschiedene stimmliche wie wesensmäßige Persönlichkeiten umfasst, von Elvira in I puritani bis zu Liù in Turandot. Im Jahr 2013 leistete sie wesentliche Beiträge zur Interpretation von Verdiopern aus den Galeerenjahren (Anm.: der frühen Schaffensphase), mit I masnadieri am Teatro La Fenice und Oberto conte di San Bonifacio am Teatro alla Scala, sowie aus der Reifezeit, mit Otello am Teatro Carlo Felice.“

## Repertoire
Maria Agresta trat u. a. mit folgenden Rollen an bedeutenden Opernhäusern auf:
- Amelia (I masnadieri)
- Amelia Grimaldi (Simon Boccanegra)
- Desdemona (Otello)
- Donna Elvira (Don Giovanni)
- Elena (I vespri siciliani)
- Elvira (I puritani)
- Floria Tosca (Tosca)
- Gemma (Gemma di Vergy von Gaetano Donizetti)
- Julia (La vestale)
- Leonora (Il trovatore)
- Leonora (Oberto conte di San Bonifacio)
- Liù (Turandot)
- Lucrezia Contarini (I due Foscari)
- Marguerite (Faust, Gounod)
- Micaëla (Carmen)
- Mimì (La Bohème)
- Nedda (Pagliacci)
- Norma (Norma)
- Odabella (Attila)
- Violetta Valéry (La traviata)

Zu ihrem Konzertrepertoire zählen das Stabat Mater von Rossini und das Requiem von Verdi.

## Diskografie

### Tonaufnahmen
- Galuppi: Didone abbandonata – Piva/Grasso/Giansanti/Agresta/Carnevale/Carè, Welterstaufnahme 2006 Bongiovanni
- Verdi: Sacred Verdi. Quattro pezzi sacri, Libera me, Ave Maria – Maria Agresta, Orchestra e Coro dell’Accademia nazionale di Santa Cecilia / Antonio Pappano. 2014 Warner Classics

### Videoaufnahmen auf DVD bzw. Blu-ray Disc
- Gaetano Donizetti, Gemma di Vergy, Maria Agresta als Gemma. Eine Live-Aufnahme aus dem Teatro Donizetti, Bergamo; Regie: Laurent Gerger. Orchestra del Bergamo Musica Festival Gaetano Donizetti, Roberto Rizzi Brignoli. Erschienen bei Bongiovanni, 2011.
- Giuseppe Verdi, I due Foscari, Maria Agresta als Lucrezia Contarini, Placido Domingo als Francesco Foscari, Francesco Meli als Jacopo Foscari, Orchestra of the Royal Opera House Covent Garden, Antonio Pappano, Regie: Thaddeus Strassberger. Erschienen bei Opus Arte, 2015.
- Ruggiero Leoncavallo, Pagliacci, Maria Agresta als Nedda, Jonas Kaufmann als Canio, Staatskapelle Dresden, Christian Thielemann. Eine Produktion der Salzburger Osterfestspiele 2015; Regie: Philipp Stölzl. Erschienen bei Sony, 2015. (Enthält auch Pietro Mascagni, Cavalleria rusticana.)
- Giacomo Puccini, Turandot, Maria Agresta als Liù, Mailänder Scala, Riccardo Chailly. Erschienen bei Decca, Jan. 2017.
- Charles Gounod, Faust, Maria Agresta als Marguerite, Pjotr Beczala als Faust, Ildar Abdrazakov als Mephisto. Salzburger Festspiele 2016, Philharmonischer Chor Wien, Wiener Philharmoniker unter Alejo Perez, Regie: Reinhard von der Thannen. Erschienen bei EuroArts, Juli 2017.